# Hohenmölsen
Hohenmölsen is een gemeente in de Duitse deelstaat Saksen-Anhalt, gelegen in de Landkreis Burgenlandkreis. De plaats telt 9.510 inwoners.

## Geografie
De stad ligt 15 km ten zuidoosten van Weißenfels op een heuvel. De omgeving is een landbouwstreek met ook een belangrijke bruinkoolwinning in dagbouw.

## Indeling gemeente
De volgende Ortsteile maken deel uit van de gemeente:
- Aupitz, sinds 1-1-2010
- Gosserau, sinds 2003
- Granschütz, sinds 1-1-2010
- Großgrimma, sinds 1-7-1998
- Hohenmölsen
- Jaucha, sinds 1950
- Keutschen, sinds 9-5-2002
- Köpsen, sinds 1-1-2003
- Mutschau, sinds 1962
- Oberwerschen, sinds 1-1-2003
- Rössuln, sinds 1-1-2003
- Taucha, sinds 1-1-2010
- Unterwerschen, sinds 1-1-2003
- Wählitz, sinds 1-1-2003
- Webau, sinds 1-1-2003
- Werschen, sinds 1-1-2003
- Zembschen, sinds 9-5-2002
- Zetzsch

## Geschiedenis
In 1080 vond hier de slag bij Hohenmölsen plaats.
In 1284 verkreeg de stad marktrecht. Zowel in 1558 als in 1578 vernielden grote branden de stad. Ook tijdens de Dertigjarige Oorlog werd de stad vrijwel volledig vernield.
Het Congres van Wenen hevelde Hohenmölsen over van Koninkrijk Saksen naar Pruisen.

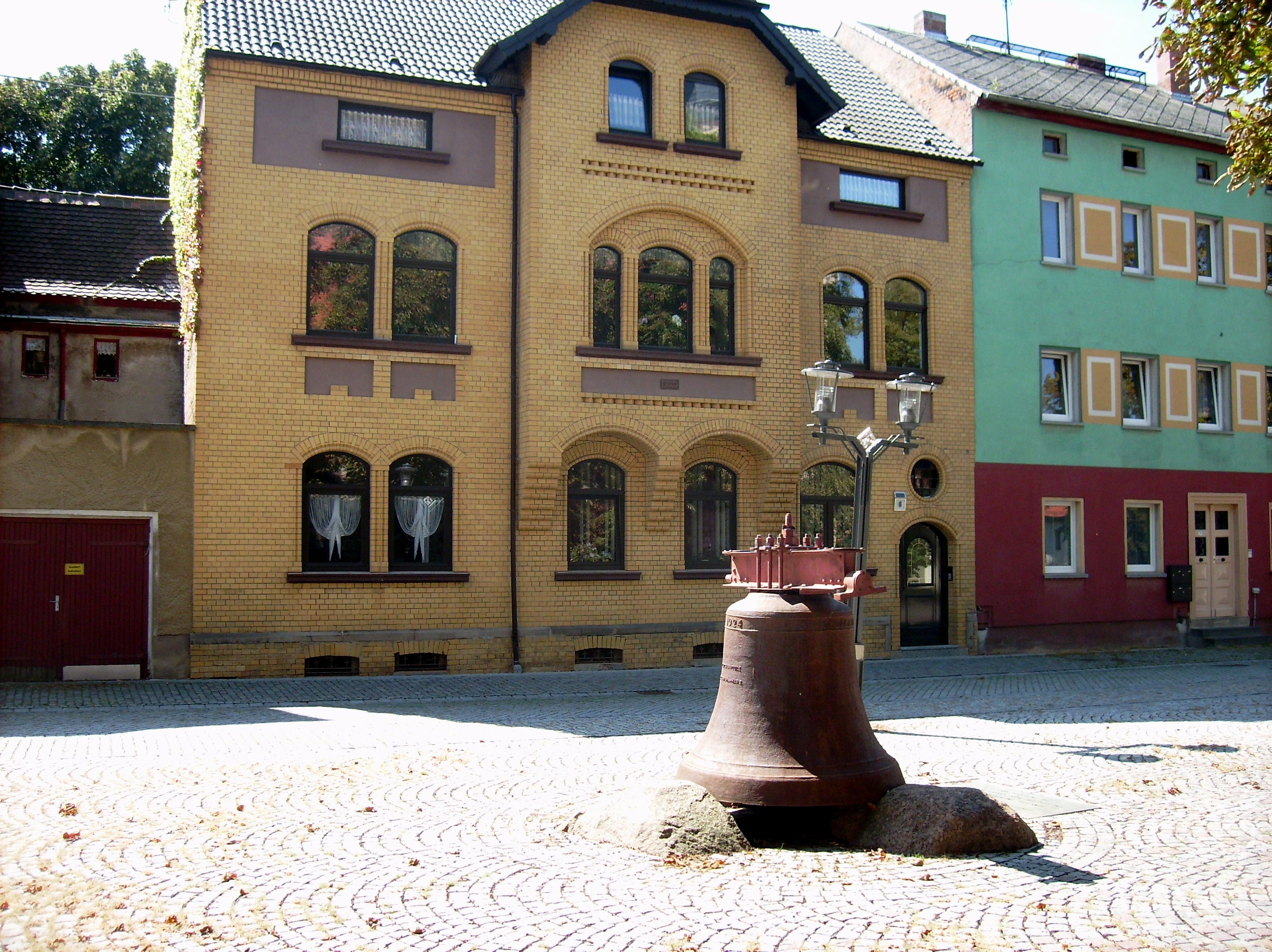
Altmarkt in Hohenmölsen met de klok van de kerk van Großgrimmaer, een door de bruinkoolwinning verdwenene dorp.

## Geboren
- Jörg Böhme (22 januari 1974), voetballer

## Partnerstad
Sinds 27 oktober 1990 met Bad Friedrichshall in Baden-Württemberg.
An der Poststraße · 
Bad Bibra · 
Balgstädt · 
Droyßig · 
Eckartsberga · 
Elsteraue · 
Finne · 
Finneland · 
Freyburg · 
Gleina · 
Goseck · 
Gutenborn · 
Hohenmölsen · 
Kaiserpfalz · 
Karsdorf · 
Kretzschau · 
Lanitz-Hassel-Tal · 
Laucha an der Unstrut · 
Lützen · 
Meineweh · 
Mertendorf · 
Molauer Land · 
Naumburg · 
Nebra · 
Osterfeld · 
Schnaudertal · 
Schönburg · 
Stößen · 
Teuchern · 
Weißenfels · 
Wethau · 
Wetterzeube · 
Zeitz